# Семёнов, Николай Семёнович
Николай Семёнович Семёнов (1930—1994) — советский слесарь-сборщик-рационализатор  производства в системе атомной промышленности. Герой Социалистического Труда (1971). 

## Биография
Родился 22 августа 1930 года в деревне Дрюхово Псковской области в крестьянской семье. 
С 1955 года после окончания средней школы работал слесарем-сборщиком  на  Новосибирском заводе «Промстальконструкция». С 1958 года начальник выездной бригады слесарей-сборщиков на строительстве предприятий атомной промышленности — Байкальского целлюлозного комбината, Ленинградской АЭС и Игналинской АЭС. 
В 1962 году «За заслуги в применении передовых методов организации труда и выполнении плана по сдаче объектов» был награждён Орденом Трудового Красного Знамени. Избирался депутатом городского Совета депутатов трудящихся города Новосибирска.
26 апреля 1971 года   «За большие заслуги в выполнении  пятилетнего плана и специальных заданий правительства» Указом Президиума Верховного Совета СССР Николаю Семёновичу Семёнову было присвоено звание Героя Социалистического Труда. 
Жил в  городе Набережные Челны, где и умер 10 ноября 1994 года.

## Награды

### Ордена
- Медаль «Серп и Молот» (1971)
- Орден Ленина (1971)
- Орден Трудового Красного Знамени (1962)